# Michael Rothwell
Michael Jon Rothwell (Honolulu, 30 de junio de 1953-9 de febrero de 2025) fue un deportista estadounidense que compitió en vela en la clase Tornado.

## Carrera deportiva
Participó en los Juegos Olímpicos de Montreal 1976, obteniendo una medalla de plata en la clase Tornado. Ganó una medalla de bronce en el Campeonato Mundial de Tornado de 1974.

## Palmarés internacional
| Juegos Olímpicos   | Juegos Olímpicos          | Juegos Olímpicos  | Juegos Olímpicos |
| Año                | Lugar                     | Medalla           | Clase            |
| ------------------ | ------------------------- | ----------------- | ---------------- |
| 1976               | Montreal (Canadá)         | Medalla de plata  | Tornado          |
| Campeonato Mundial |                           |                   |                  |
| Año                | Lugar                     | Medalla           | Clase            |
| 1974               | Honolulu (Estados Unidos) | Medalla de bronce | Tornado          |